# Rue Robert-Planquette
La rue Robert-Planquette est une voie du 18e arrondissement de Paris, en France.

## Situation et accès
La rue Robert-Planquette est une voie publique située dans le 18e arrondissement de Paris. Elle débute au 22, rue Lepic et se termine en impasse.

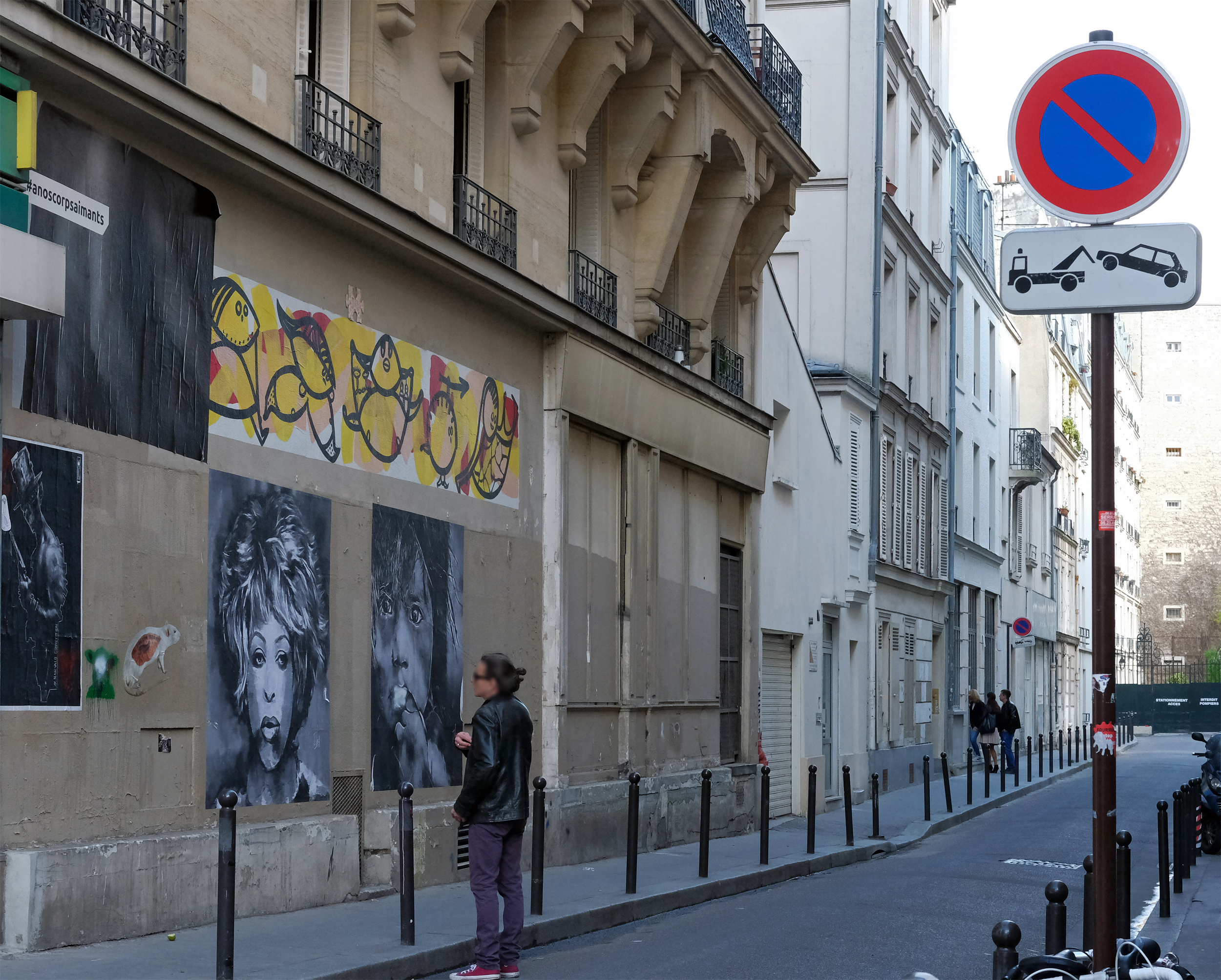
Femme contemplant des graffitis.
Autre graffiti.

## Origine du nom
Elle porte le nom du compositeur français Robert Planquette (1848-1903).

## Historique
Cette voie privée de l'ancienne commune de Montmartre est connue en 1843 sous le nom d'« impasse Gaillard », du nom d'un propriétaire avant de porter celui d'« avenue des Tilleuls », car elle était bordée de ces arbres aujourd'hui disparus, avant de prendre sa dénomination actuelle par un arrêté du 4 février 1926.
Devenue une voie publique, elle est classée dans la voirie parisienne par un arrêté du 12 mars 1968.